# Quercus semecarpifolia
Quercus semecarpifolia es una especie de roble perteneciente a la familia de las fagáceas. Está estrechamente relacionado con el roble cerris , clasificado con él en la Sección Cerris, una sección del género caracterizada por tener brotes rodeados de pelos suaves, con puntas de pelos en los lóbulos de la hoja, y las bellotas que maduran en unos 18 meses. 

## Distribución y hábitat
Su hábitat natural es la zona montañosa del Himalaya a una altitud de 2500-4000 metros, en la  India, Nepal, Afganistán, en el norte del Tíbet y Myanmar. Crece en todo tipo de suelos, en los bosques de montaña.

## Descripción
Quercus semecarpifolia alcanza un tamaño de hasta 20-30 m de altura, con menor frecuencia tronco de 1, 5 m de diámetro, con una copa de vuelta, con ramas extendidas. Las hojas miden 2-5 x 1,5-3 cm (puede llegar a 10 x 6 cm), semiperennes, ovales, ápice obtuso o ligeramente apuntados, base cordadas, margen entero (sobre todo en las ramitas más antiguas) o con 1 - 8 dientes afilados, onduladas, de color verde oscuro por encima , peludas, dorado por debajo , pero las hojas más viejas suelen ser casi glabras; con 7-12 pares de venas; robusto pecíolo, de 3-7 mm de largo, marrón tomentoso. Las flores son monoicas (flores individuales masculinas o femeninas, pero ambos sexos se encuentran en la misma planta) y son polinizadas por el viento. Los amentos masculinos de 5-12 cm, de color amarillo dorado; inflorescencias con pistilos de 2-7 cm, con flores 1-3, que salen entre mayo y junio. Las bellotas miden 1,8-2,5 cm de diámetro, globosas, glabras, negras cuando maduran, individualmente o en pares; ápice agudo, cúpula plana, de 1 mm de espesor, sólo en la base de la femenina, escamas triangulares , gris pardo, con maduración a los 2 años. La corteza es de color gris oscuro, fisurada en pequeñas placas cuadradas; ramas, brotes, con estípulas pubescentes, convirtiendo sin pelo en otoño, ramas glabrescentes con lenticelas redondas, pálidas, llegando a ser de color verde oscuro y marrón áspero; papilas cónicas 3-6 mm de largo.

## Taxonomía
Quercus semecarpifolia fue descrita por  James Edward Smith    y publicado en The Cyclopaedia; or, universal dictionary of arts, . . . 29: Quercus no. 20, 1814. 1819.
Etimología
Quercus: nombre genérico del latín que designaba igualmente al roble y a la encina.
semecarpifolia: epíteto
Sinonimia
- Quercus cassura Buch.-Ham. ex D.Don
- Quercus obtusifolia D.Don[2][3]